# 龍刀奇緣
《龍刀奇緣》又名：龍刀傳奇，是特思數碼製作有限公司的香港動畫電影，動畫全3D製作，由司徒永華執導，吳彬、許春華及徐向東任動作設計，是全球首部三維立體功夫動畫電影，因為故事內容是以中國古代為背景，加上是香港製作，所以將不少中國傳統文化色彩注入電影其中。本片獲第二屆香港數碼娛樂傑出大獎。
由於投資8000萬元的《龍刀奇緣》，香港票房並不理想，僅為26.8萬，令有意在香港發展動畫的投資者卻步。

## 故事簡介
尋找龍刀之旅……盡顯功夫至高境界。
桃源鎮流傳着一個有關「潛龍刀」的傳說，這把所向披靡的神兵利器，只有心存正義之士才可運用。
一天，鎮上突然受到怪獸野豬王的襲擊及出現了一名神秘夜行女飛賊。正當眾人商討怎樣應付時，來自桃源仙境的仙鳥巴里巴（Baliba）說出，只有潛龍刀能夠消滅怪獸。正義青年洪亮為了拯救鎮民，無懼潛龍刀藏處的重重危機，也決心排除萬難誓要取得潛龍刀……

## 登場人物
| 角色   | 配音                    | 备注 |
| 盈盈   | 莫文蔚                  | 本片女主角盈盈，是一個父母雙亡的孤兒，自幼便要獨力照顧弟弟亞力。美麗的容貌，堅強獨立的個性，是桃源鎮上所有青年夢寐以求的對象。                                                 |
| 洪亮   | 馮德倫 吳彥祖（英語版） | 本片主角洪亮，是居於桃源鎮的青年，熱衷武術的他，個性簡單率直，富正義感。心裏只想着他朝思暮想的夢中情人盈盈，一心想得到傳說中天下無敵的神兵－潛龍刀，對付怪獸與飛賊，拯救鎮民。 |
| 巴里巴 | 吳君如 林心如（國語版） | 巴里巴是一隻來自世外桃源的仙鳥，牠會說人話，頭頂上觸鬚更具有獨立思想。個性聰穎、富正義感又鬼主意多多的巴里巴是洪亮的好朋友。                                                   |
| 胡老師 | 詹瑞文                  | 桃源鎮上身兼老師和大夫兩職的胡老師，說話滿帶古風，表面傻裏傻氣，內裏卻知識廣博，洞悉勢情。他與巴里巴正好是一對歡喜冤家。                                                       |

## 製作流程
《龍刀奇緣》是首部百分百香港製作的全3D動畫電影，更是全球首部以功夫為主題的電腦動畫電影。
從前期構思創作，到電腦動畫製作，至完成電影後期製作，袛花了兩年的製作時間。片中所有電腦動畫製作，均是由七十多名本港電腦動畫師，經過一年多時間製作完成。電腦動畫的製作過程包括了人物及場景設定；電腦模型建模；動態設定；燈光及質感設定；電腦合成及特效製作與電腦程式系統編寫。
《龍刀奇緣》是以古代中國為背景的功夫動畫電影。片中由人物造型設定到場景擺設設計都是基於中國文化特色為藍本，再配合以正宗中國武術為材料的動作設計，充分發揮文化及武術特質。畫面方面則運用頂尖3D電腦動畫製作技術，將中國傳統特色融合於尖端科技之中。

## 人物及場景設定
《龍刀奇緣》的故事內容是以中國古代為背景，因此在人物造型、服飾及場景設計方面，都有濃厚的中國傳統文化色彩注入電影當中。

### 人物造型方面
中國女性的樣貌，多是十分標緻的。因此，在設計女主角盈盈時，都參考了大量有關圖片，以最美麗的手法將這些特徵表達出來，製造成電影中的大美人盈盈。另外，為突顯出中國的文化特色，電影中更加入了一個懂得中國國粹－變臉戲法的人物在比武大會出現，成為其中一位與洪亮對賽的高手。

### 服飾方面
服飾設計方面，是隨著故事劇情發展而變的，因此主角洪亮的服飾便有便服及軍服之分。另外，為了突顯夜行女飛賊的神秘感，在設定造型時亦為她加添了一個面罩，就如古裝電視劇集中的黑衣夜行俠。在服飾方面皆非常考究及細緻。

### 場景方面
為了營造更緊張精彩的比武場面，特別設計了一個稱為「鐵臂長矛陣」的比武場，令觀眾對這場比武留下更深刻印象。另外，其中女主角盈盈的家，也是電影中的主要場景，鏡頭內可清晰看見家中的每件擺設，如採藥用的藤籃、藥箱及爐灶等等，將古代中國的各項家居擺設都可以在電影中看到。

## 製作人員
- 執行監製：蔡招文基
- 監製：唐季禮
- 導演：司徒永華
- 編劇：施楊平、莫理斯
- 副監製：劉耀宗、安宇音、莫理斯
- 製作總監：羅偉豪
- 剪輯：鄺志良
- 音樂：羅堅
- 音效設計：王慶生、鄭穎園
- 製片：黃澤承、何顯輝
- 美術指導：黃樹基
- 武術顧問：吳彬、許春華、徐向東

## 獎項
| 頒獎典禮 | 獎項                       | 名字     | 結果 |
| -------- | -------------------------- | -------- | ---- |
| 金馬獎   | 最佳動畫電影               | 龍刀奇緣 | 提名 |
| 亞洲週刊 | 第二屆香港數碼娛樂傑出大獎 | 龍刀奇緣 | 獲獎 |

## 外部連結
- 動映地帶：龍刀奇緣 （页面存档备份，存于）
- 開眼電影網上《龍刀奇緣》的資料（繁體中文）
- 香港影庫上《龍刀奇緣》的資料（繁體中文）
- 时光网上《龍刀奇緣》的資料（简体中文）
- 豆瓣电影上《龍刀奇緣》的資料 （简体中文）
- 互联网电影数据库（IMDb）上《龍刀奇緣》的资料（英文）